# Кутьино (Саратовская область)
Кутьино — село в Белоярском муниципальном образовании Новобурасского района Саратовской области.

## География
Находится на расстоянии примерно 26 километров на северо-запад от районного центра поселка Новые Бурасы.

## История
Основано на границе XVII и XVIII веков. Впервые упоминалось с 1766 года, когда стало селом после постройки Никольской церкви (некоторое время использовалось второе название села Никольское). В канун отмены крепостного права в Кутьине насчитывалось 213 дворов и 1438 жителей, в 1910 году 458 дворов и 2553 жителя. Во второй половине XX века село являлось центральной усадьбой колхоза «Страна Советов».

## Население
Население составляло 499 человек по переписи 2002 года (русские 84 %), 378 по переписи 2010 года.

## Инфраструктура
Средняя школа и детский сад, клуб, филиал Сбербанка, пункт связи, магазины, возрождается местный храм.